# 宫野知亲
宫野知亲是日本的漫画家，在青年志上连载恋爱漫画，代表作《指尖奶茶》，男性

## 经历
高桥努的助手出身，在《Young Animal》的增刊《Arasi》上登载了《肌色苏打水（肌色ソーダ水）》，《Reason》，《骄傲的雨迹（ナマイキなあまあし）》后，于《Young Animal》本体的2003年1号上短期集中连载6回《指尖奶茶》，因其淡淡的萌系画风下包裹着他独有的充斥着恋物情节的故事风格，吸引了相当的粉丝，于2003年14号开始正式连载。
2003年7月发售的《指尖奶茶》第1卷，因为是新人的缘故只发行了很少的部数，很快就售罄，2004年1月发行的第2卷大幅增加了发行部数。第1卷也大幅增刷（初版的第1卷，因为当时没有准备连载，而封面没有写上表示卷数的“1”）。
2006年NO.18号的 Young Animal 的作者评论里提到“作画过于赶工而受到编辑的批评”，分镜的拖延和熬夜的恶循环导致作画崩溃，在2007年NO.1之后被编辑叫停，之后两年半里致力于单行本上的作画的修复和其他工作，于2009年NO.21重新连载。
在最终卷的末尾写到“一开始是以不会画后续的画法来画的，决定连载后有些后悔”，“（如果一开始知道会长篇连载）我就会画成Todabata型喜剧了”。因为初连载而各种经验不足，导致了2年半的休刊。
之后的连载于 Young Animal Arasi 的《里香》连载了2卷15话后于2013年第10号表明将移籍于 Young Animal 本志，无下文。
现在《歌剧望远镜》处于事实上的休载状态。

## 作品列表

### 连载中
- 歌剧望远镜 （オペラグラス） 《Young Animal Densi》2016年6月10日- 连载中

### 连载结束
- 指尖奶茶（《Young Animal》2003年1号 - 2010年6号，全10卷）
- 里香（《Young Animal Arasi》2011年 No.5 - 2013年No.10，全2卷）

### 单话短篇
- 肌色苏打水（肌色ソーダ水）　《Young Animal Arasi》2000年No.3，收录于指尖奶茶第1卷。
- reason  《Young Animal Arasi》2000年Vol.1，收录于指尖奶茶第2卷。
- 骄傲的雨迹（ ナマイキなあまあし） 《Young Animal Arasi》2001年No.5，收录于指尖奶茶第1卷。
- Education (エデュケーション) 《Young Animal Island》 No. 4,5

1. ↑  . （原始内容存档于2019-06-17）.